# Chińska Republika Ludowa na Zimowych Igrzyskach Olimpijskich 1992
Chińską Republikę Ludową na Zimowych Igrzyskach Olimpijskich 1992 reprezentowało 32 zawodników, 12 mężczyzn i 20 kobiet.

## Zdobyte medale
| Medal  | Zawodnik  | Dyscyplina          | Konkurencja    |
| ------ | --------- | ------------------- | -------------- |
| Srebro | Li Yan    | Short track         | 500 m kobiet   |
| Srebro | Ye Qiaobo | Łyżwiarstwo szybkie | 500 m kobiet   |
| Srebro | Ye Qiaobo | Łyżwiarstwo szybkie | 1 000 m kobiet |

## Skład kadry

### Biathlon
Mężczyźni
| Zawodnik                                         | Konkurencja         | czas biegu | Kary | Łączny czas | Pozycja |
| ------------------------------------------------ | ------------------- | ---------- | ---- | ----------- | ------- |
| Wang Weiyi                                       | Bieg na 20 km       | 1:00:30,0  | 3:00 | 1:03:30,0   | 50.     |
| Tang Guoliang                                    | Bieg na 20 km       | 1:02:39,1  | 1:00 | 1:02:39,1   | 52.     |
| Tan Hongbin                                      | Bieg na 20 km       | 1:02:24,1  | 5:00 | 1:07:24,1   | 75.     |
| Song Wenbin                                      | Bieg na 20 km       | 1:02:39,7  | 8:00 | 1:10:39,7   | 82.     |
| Song Wenbin                                      | Bieg na 10 km       | 29:39,3    | 1    | 29:39,3     | 63.     |
| Tan Hongbin                                      | Bieg na 10 km       | 29:55,9    | 2    | 29:55,9     | 70.     |
| Wang Weiyi                                       | Bieg na 10 km       | 30:06,0    | 1    | 30:06,0     | 71.     |
| Tang Guoliang                                    | Bieg na 10 km       | 30:22,6    | 1    | 30:22,6     | 75.     |
| Tan Hongbin Tang Guoliang Wang Weiyi Song Wenbin | Sztafeta 4 × 7,5 km | 1:33:52,4  | 1    | 1:33:52,4   | 17.     |

Kobiety
| Zawodnik                           | Konkurencja         | czas biegu          | Kary                | Łączny czas         | Pozycja             |
| ---------------------------------- | ------------------- | ------------------- | ------------------- | ------------------- | ------------------- |
| Song Aiqin                         | Bieg na 15 km       | 52:31,3             | 5:00                | 57:31,3             | 30.                 |
| Liu Giulan                         | Bieg na 15 km       | 54:55,4             | 5:00                | 59:55,4             | 49.                 |
| Wang Jinping                       | Bieg na 15 km       | 56:01,1             | 7:00                | 1:03:01,1           | 61.                 |
| Wang Jinfen                        | Bieg na 15 km       | 53:53,0             | 10:00               | 1:03:53,0           | 65.                 |
| Song Aiqin                         | Bieg na 7,5 km      | 27:21,2             | 3                   | 27:21,2             | 29.                 |
| Wang Jinfen                        | Bieg na 7,5 km      | 27:53,2             | 2                   | 27:53,2             | 35.                 |
| Wang Jinping                       | Bieg na 7,5 km      | 28:42,4             | 1                   | 28:42,4             | 52.                 |
| Liu Giulan                         | Bieg na 7,5 km      | Nie ukończyła biegu | Nie ukończyła biegu | Nie ukończyła biegu | Nie ukończyła biegu |
| Wang Jinping Liu Giulan Song Aiqin | Sztafeta 3 × 7,5 km | 1:23:51,0           | 4                   | 1:23:51,0           | 12.                 |

### Biegi narciarskie
Mężczyźni
| Zawodnik  | Konkurencja   | czas      | Pozycja |
| --------- | ------------- | --------- | ------- |
| Wu Jintao | Bieg na 10 km | 34:45,9   | 80.     |
| Wu Jintao | Bieg na 30 km | 1:38:54,5 | 68.     |
| Wu Jintao | Bieg łączony  | 51:30,6   | 72.     |
| Wu Jintao | Bieg na 50 km | 2:29:59,7 | 62.     |

Kobiety
| Zawodnik                     | Konkurencja   | czas      | Pozycja |
| ---------------------------- | ------------- | --------- | ------- |
| Gong Guiping                 | Bieg na 5 km  | 17:48,0   | 57.     |
| Wang Yan (narciarka)Wang Yan | Bieg na 5 km  | 17:56,8   | 58.     |
| Gong Guiping                 | Bieg na 15 km | 50:56,3   | 46.     |
| Wang Yan (narciarka)Wang Yan | Bieg na 15 km | 50:57,3   | 47.     |
| Gong Guiping                 | Bieg na 30 km | 1:43:08,2 | 53.     |
| Wang Yan (narciarka)Wang Yan | Bieg na 30 km | 1:49:08,5 | 54.     |
| Gong Guiping                 | Bieg łączony  | 36:46,2   | 55.     |
| Wang Yan (narciarka)Wang Yan | Bieg łączony  | 38:30,3   | 56.     |

### Łyżwiarstwo figurowe
| Zawodnik           | Konkurencja     | Nota | Pozycja |
| ------------------ | --------------- | ---- | ------- |
| Chen Lu            | Solistki        | 10,5 | 6.      |
| Zhang Zhubin       | Soliści         | 76,4 | 25.     |
| Han Bing Jiang Hui | Tańce na lodzie | 36,0 | 18.     |

### Łyżwiarstwo szybkie
Mężczyźni
| Zawodnik   | Konkurencja   | Konkurencja   | Konkurencja    | Konkurencja    | Konkurencja    | Konkurencja    | Konkurencja    | Konkurencja    |
| Zawodnik   | Bieg na 500 m | Bieg na 500 m | Bieg na 1000 m | Bieg na 1000 m | Bieg na 1500 m | Bieg na 1500 m | Bieg na 5000 m | Bieg na 5000 m |
| Zawodnik   | Czas          | Miejsce       | Czas           | Miejsce        | Czas           | Miejsce        | Czas           | Miejsce        |
| ---------- | ------------- | ------------- | -------------- | -------------- | -------------- | -------------- | -------------- | -------------- |
| Song Chen  | 37,58         | 9.            | 1:16,74        | 21.            |                |                |                |                |
| Liu Hongbo | 37,66         | 11.           |                |                |                |                |                |                |
| Dai Jun    | 38,51         | 27.           | 1:19,21        | 40.            |                |                |                |                |
| Liu Yanfei |               |               | 1:17,59        | 30.            | 1:58,44        | 18.            | 7:25,56        | 24.            |

Kobiety
| Zawodnik    | Konkurencja         | Konkurencja         | Konkurencja    | Konkurencja    | Konkurencja    | Konkurencja    | Konkurencja    | Konkurencja    | Konkurencja    | Konkurencja    |
| Zawodnik    | Bieg na 500 m       | Bieg na 500 m       | Bieg na 1000 m | Bieg na 1000 m | Bieg na 1500 m | Bieg na 1500 m | Bieg na 3000 m | Bieg na 3000 m | Bieg na 5000 m | Bieg na 5000 m |
| Zawodnik    | Czas                | Miejsce             | Czas           | Miejsce        | Czas           | Miejsce        | Czas           | Miejsce        | Czas           | Miejsce        |
| ----------- | ------------------- | ------------------- | -------------- | -------------- | -------------- | -------------- | -------------- | -------------- | -------------- | -------------- |
| Ye Qiaobo   | 40,51               | srebro              | 1:21,92        | srebro         |                |                |                |                |                |                |
| Xue Ruihong | 41,47               | 13.                 | 1:25,11        | 27.            |                |                |                |                |                |                |
| Liu Yuexi   | 41,85               | 19.                 | 1:24,71        | 22.            |                |                |                |                |                |                |
| Wang Xiuli  | Nie ukończyła biegu | Nie ukończyła biegu |                |                |                |                |                |                |                |                |
| Zhang Qing  |                     |                     |                |                | 2:11,26        | 23.            | 4:39,46        | 21.            | 8:04,71        | 18.            |
| Liu Junhong |                     |                     |                |                | 2:11,61        | 24.            | 4:49,13        | 26.            | 8:04,31        | 16.            |

### Narciarstwo alpejskie
Kobiety
| Zawodniczka | Konkurencja | Konkurencja | Konkurencja       | Konkurencja       | Konkurencja   | Konkurencja   | Konkurencja       | Konkurencja       | Konkurencja      | Konkurencja      |
| Zawodniczka | Supergigant | Supergigant | Slalom gigant     | Slalom gigant     | Slalom gigant | Slalom gigant | Slalom specjalny  | Slalom specjalny  | Slalom specjalny | Slalom specjalny |
| Zawodniczka | Czas        | Pozycja     | Czas 1. przejazdu | Czas 2. przejazdu | Czas łączny   | Pozycja       | Czas 1. przejazdu | Czas 2. przejazdu | Czas łączny      | Pozycja          |
| ----------- | ----------- | ----------- | ----------------- | ----------------- | ------------- | ------------- | ----------------- | ----------------- | ---------------- | ---------------- |
| Liu Yali    | 1:43,50     | 45.         | 1:25,91           | 1:25,21           | 2:51,12       | 38.           | 1:03,44           | 58,00             | 2:01,44          | 33.              |
| Li Xueqin   | 1:48,86     | 47.         | 1:19,88           | 1:25,91           | 2:45,79       | 35.           | 1:10,00           | 1:02,55           | 2:12,55          | 39.              |

### Short track
Mężczyźni
| Zawodnik  | Konkurencja         | Kwalifikacje | Kwalifikacje | Ćwierćfinał | Ćwierćfinał | Półfinał               | Półfinał               | Finał                  | Finał   |
| Zawodnik  | Konkurencja         | Czas         | Miejsce      | Czas        | Miejsce     | Czas                   | Miejsce                | Czas                   | Miejsce |
| --------- | ------------------- | ------------ | ------------ | ----------- | ----------- | ---------------------- | ---------------------- | ---------------------- | ------- |
| Li Lianli | Bieg na 1000 metrów | 1:37,85      | 2.           | 1:33,90     | 4.          | Nie zakwalifikował się | Nie zakwalifikował się | Nie zakwalifikował się | 13.     |

Kobiety
| Zawodniczka                                   | Konkurencja          | Kwalifikacje    | Kwalifikacje    | Ćwierćfinał               | Ćwierćfinał               | Półfinał                  | Półfinał                  | Finał                     | Finał                     |
| Zawodniczka                                   | Konkurencja          | Czas            | Miejsce         | Czas                      | Miejsce                   | Czas                      | Miejsce                   | Czas                      | Miejsce                   |
| --------------------------------------------- | -------------------- | --------------- | --------------- | ------------------------- | ------------------------- | ------------------------- | ------------------------- | ------------------------- | ------------------------- |
| Li Yan                                        | Bieg na 500 metrów   | 48,33           | 1.              | 48,33                     | 1.                        | 48,33                     | 1.                        | 47,08                     | srebro                    |
| Wang Xiulan                                   | Bieg na 500 metrów   | 47,49           | 1.              | 47,56                     | 1.                        | 48,04                     | 3.                        | 1:34,12                   | 8.                        |
| Zhang Yanmei                                  | Bieg na 500 metrów   | Dyskwalifikacja | Dyskwalifikacja | Nie ukończyła konkurencji | Nie ukończyła konkurencji | Nie ukończyła konkurencji | Nie ukończyła konkurencji | Nie ukończyła konkurencji | Nie ukończyła konkurencji |
| Li Yan Wang Xiulan Zhang Yanmei Li Changxiang | Sztafeta 5000 metrów |                 |                 |                           |                           | Dyskwalifikacja           | Dyskwalifikacja           | Dyskwalifikacja           | 8.                        |